# Красиловка (Черниговская область)
Краси́ловка (укр. Красилівка) — село, расположенное на территории Бахмачского района Черниговской области (Украина).
Население составляет 971 житель (2006 год). Плотность населения — 161,83 чел/кв.км.
Село Красиловка находится примерно в 18 км к западу от центра города Бахмач. Средняя высота населённого пункта — 138 м над уровнем моря. Село находится в зоне умеренно континентального климата.
Национальный состав представлен преимущественно украинцами, конфессиональный состав — христианами.

## История
Впервые упоминается в 1600 году.
В селе Красиловка была Христорождественская церковь (священники Кондратовские) и  Рождество-Богородицкая церковь (в 1887-1891 гг - священник Георгий Мыславский). С 1861 года в составе Велико-Загоровской волости Борзнянского уезда.